# Formación Hell Creek

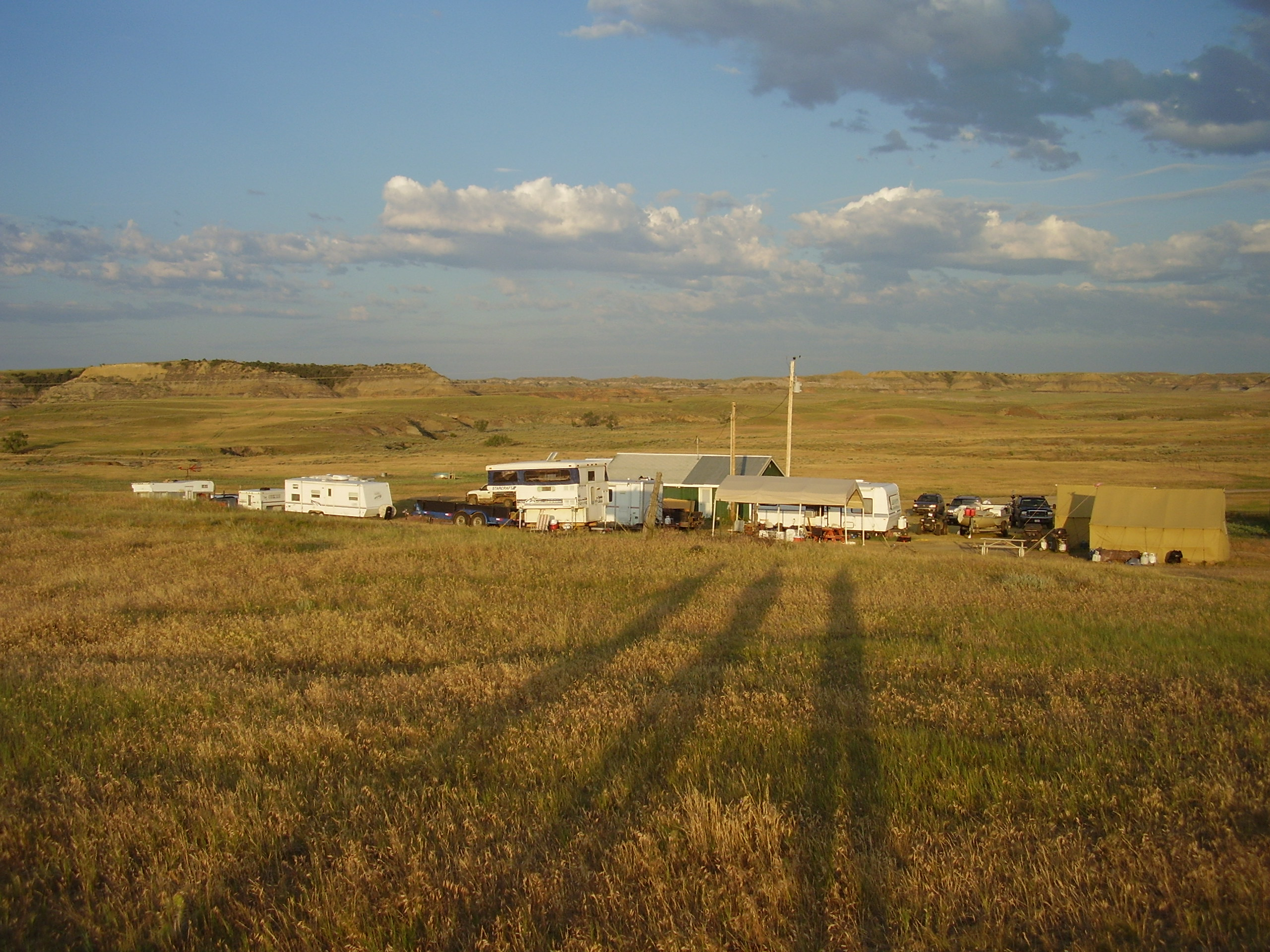
Campo paleontológico del Museum of the Rockies en el este de Montana (temporada de excavación del verano de 2009)

La Formación Hell Creek  (en español "arroyo del Infierno") es una formación geológica sumamente estudiada, mayoritariamente del Cretácico Superior pero con algunas partes del Paleoceno de América del Norte, nombrado por las exposiciones del área de Hell Creek, cerca de Jordan, Montana. La formación se expande por partes de  Montana, Dakota del Norte, Dakota del Sur, y Wyoming. En Montana, la formación superpone a la Formación Fox Hills. El sitio del Monumento Nacional Pompeys Pillar presenta una pequeña parte aislada de la Formación Hell Creek. En 1966, el Área Fósil de Hell Creek fue designado Área de Referencia Natural Nacional por el Servicio de Parques Nacionales estadounidense.
Se trata de una serie de arcillas, rocas carbonáticas, y areniscas de agua dulce o salobre depositada durante el Maastrichtiense y el Daniense (respectivamente, del final del periodo Cretácico y el principio del Paleógeno) creada por actividad fluvial de canales, deltas y los ocasionales pantanos en la costa del Mar Interior Occidental de Laramidia. El clima no era extremo, la presencia de crocodilios sugiere un clima subtropical, sin heladas anuales prolongadas. El famoso horizonte Cretácico-Paleógeno rico de iridio se presenta como una fina línea discontinua que aparece ocasionalmente en Hell Creek, cerca del horizonte se encuentra la Formación Fort Union que Hell Creek subyace.
La mayor colección de huesos de Hell Creek existen en el  "Museum of the Rockies", de Bozeman, Montana. Los especímenes expuestos forman parte del Proyecto Hell Creek, un esfuerzo coordinado con: la Universidad Estatal de Montana, la Universidad de Washington, la Universidad de California, Berkeley, la Universidad de Dakota del Norte, y la Universidad de Carolina del Norte, que empezó en 1998.

## Geología

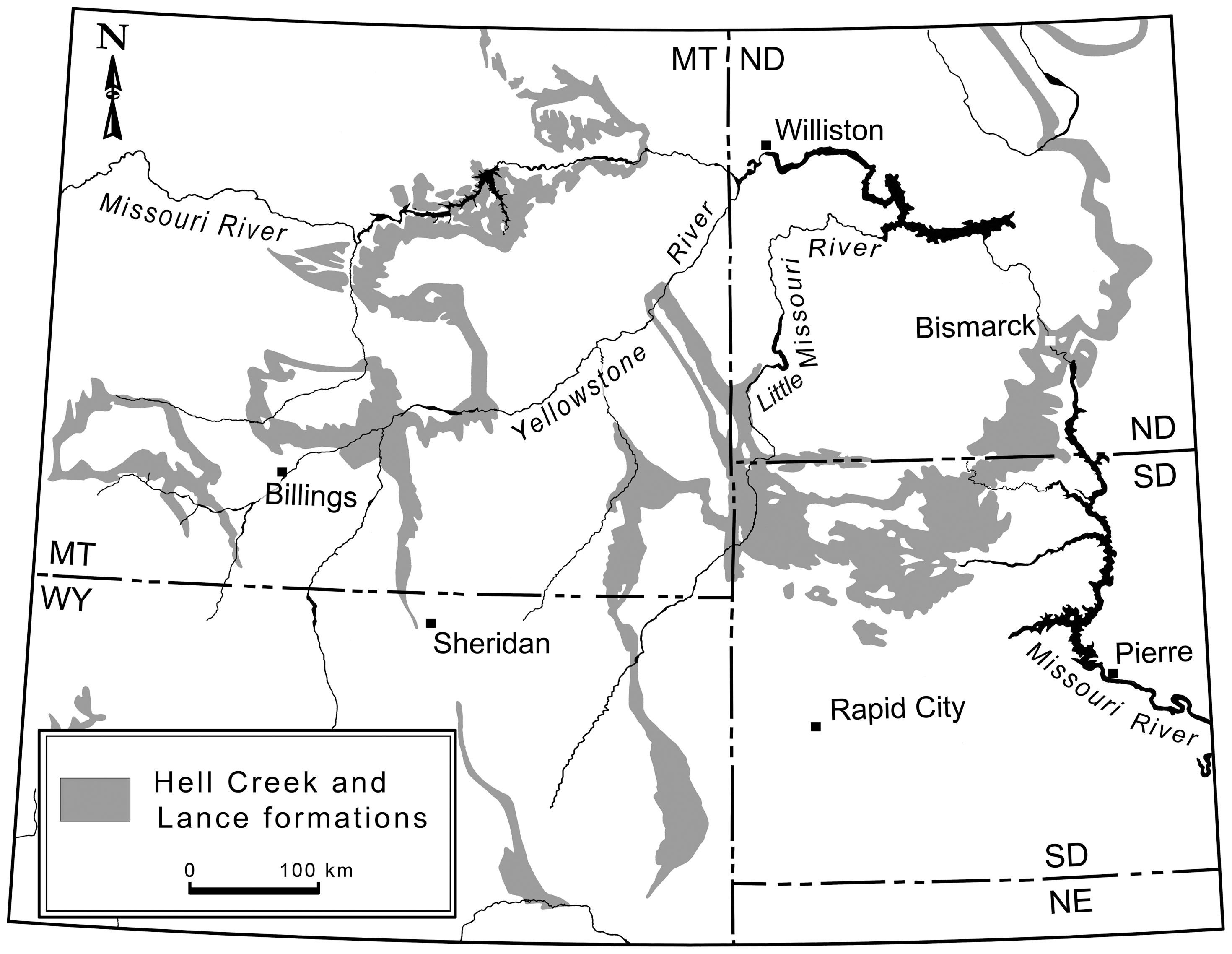
Mapa de las formaciones Hell Creek y Lance del oeste de Norteamérica.

La Formación Hell Creek en Montana superpone a la Formación Fox Hills y subyace a la Formación Fort Union, el horizonte con la segunda se encuentra cerca de la  Extinción masiva del Cretácico-Paleógeno (K-Pg), que define el fin del Cretácico hace  66 ± 0.07 Ma. Se estima que los 90 metros de profundidad de la formación representan depósitos durante alrededor de 2 millones de años. Fauna típica de la formación se presenta hasta un par de metros debajo del horizonte.
El horizonte K-Pg generalmente se sitúa entre la parte superior de Hell Creek and y el miembro Ludlow de Fort Union, aunque en algunas partes (como en Dakota del Norte) tel horizonte se encuentra unos 3 metros dentro del miembro Ludlowen algunas áreas. En algunas regiones pequeñas de Montana,  Hell Creek contiene el horizonte K-Pg, y se extiende ligeramente hasta el Paleógeno.
El sitio Tanis en Dakota del Norte contiene sugeridas pruebas del impacto meteórico de Chicxulub  –la mezcla caótica de restos fósiles y las capas de tectitas cristalizadas asociadas con impresiones de impacto– depositadas minutos u horas tras el impacto.

## Ambiente Deposicional

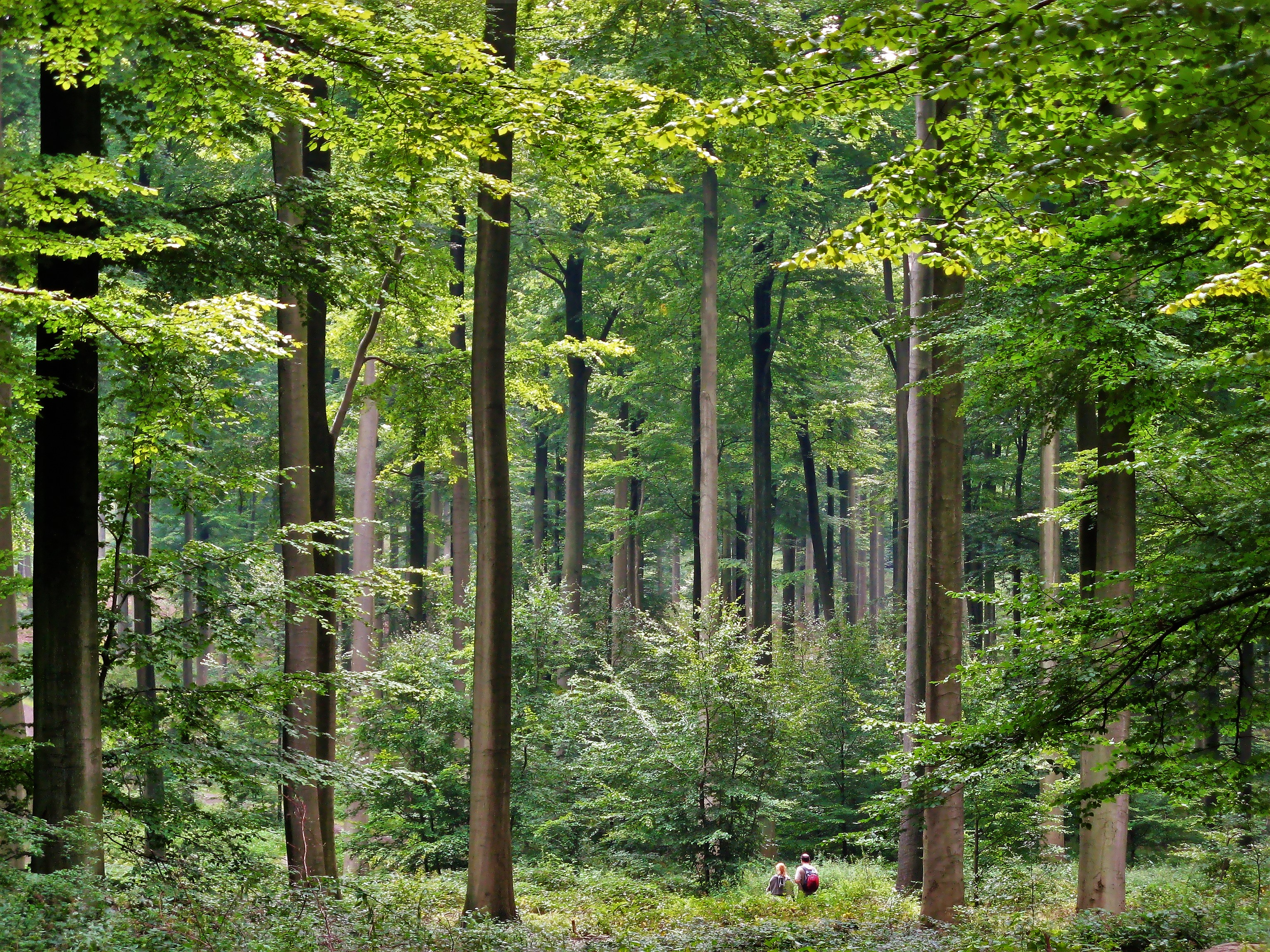
Las plantas dominantes de la Formación Hell Creek eran angiospermas.

Se trata de una serie de arcillas, rocas carbonáticas, y areniscas de agua dulce o salobre depositada durante el Maastrichtiense y el Daniense (respectivamente, del final del periodo Cretácico y el principio del Paleógeno) creada por actividad fluvial de canales, deltas y los ocasionales pantanos en la costa del Mar Interior Occidental de Laramidia. La Formación Hell Creek, sobre la base de su presencia en el área de Fort Peck, Montana, se ha interpretado como una llanura aluvial plana, cubierta en un bosque con un clima subtropical que apoyaba todo tipo de plantas desde árboles angiospermas a coníferascomo el ciprés calvo, helechos y ginkgos. La Formación Hell Creek estaba repleta de arroyos, en la costa del Mar Interior Occidental de Laramidia. La presencia de crocodylios sugiere que no había temporadas frías y abundantes precipitaciones.
Las Formaciones Hell Creek, Lance y Scollard representan diferentes secciones de la costa occidental de un mar poco profundo que separaba el este (Appalachia) y oeste (Laramidia) de América del Norte. Bajos pantanosos fueron el hábitat de varios animales, incluyendo dinosaurios. Una ancha planicie costera se extendía hacia el oste del mar hacia las recientemente formadas Montañas Rocosas. Esta área se ve representada por rocas carbonáticas, y areniscas, atribuidas a ambientes: de llanura aluvial, fluviales, lacustrea, pantanos, estuarios y planicies costeras. Hell Creek es el ambiente prehistórico más estudiado. Se trataba de un clima subtropical, cálido y húmedo. Estaba lleno de angiospermas, coníferas, palmeras, y helechos en los pantanos; y coníferas, tanto arbóreas como cercanas al suelo, fresnos, robles y arbustos en los bosques; la mayoría de estas plantas se conocen de fósiles de hojas, polen y esporas. En el noroeste de Dakota del Sur, capas negra depositadas en un ambiente de humedal rico en carbón, y una capa blanca representa arena y lodo que la llanura aluvial había acumulado.

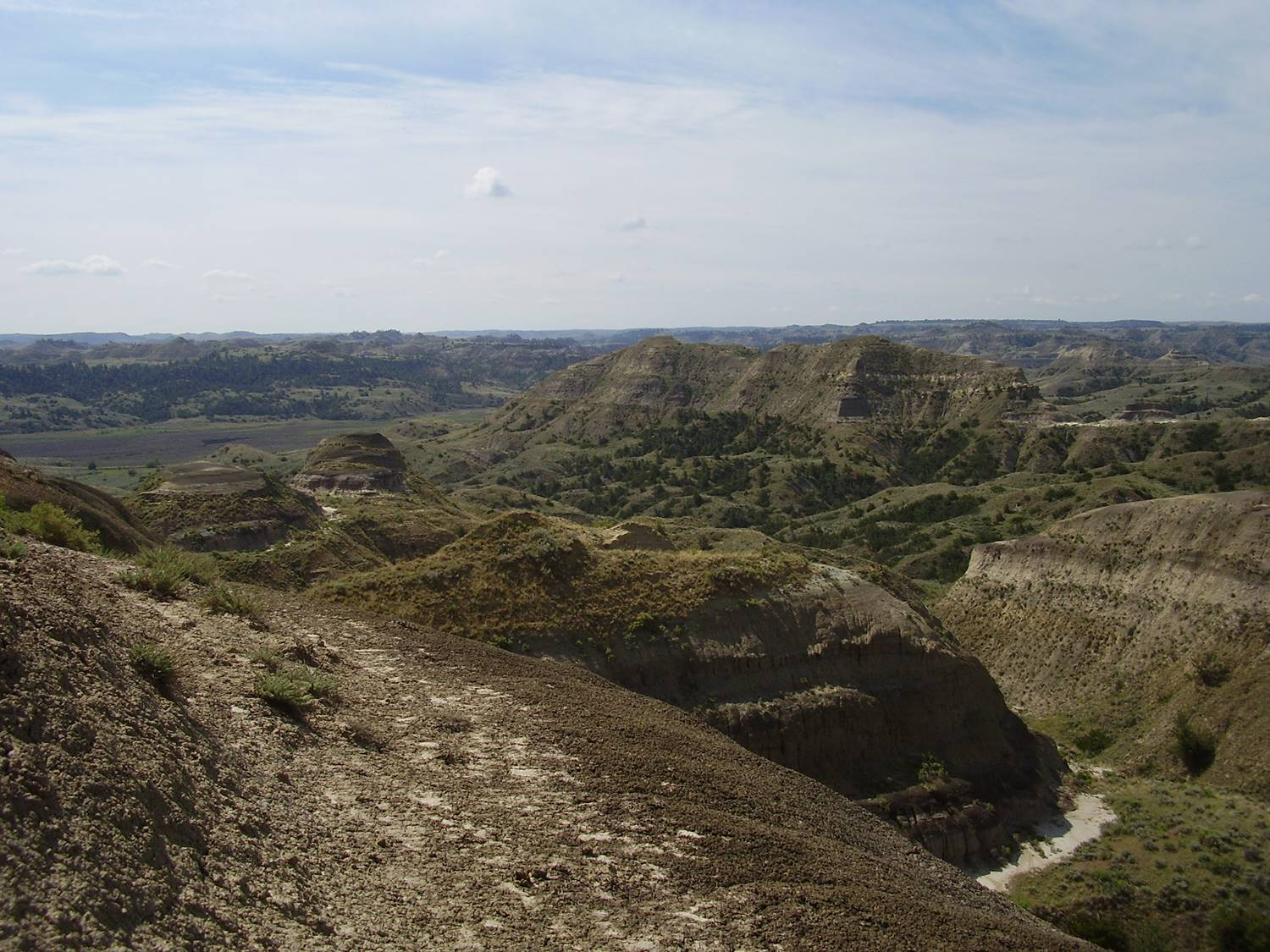
Vista del arque estatal de Hell Creek, en el centro del área

## Paleobiología
Se han encontrado diversos fósiles de animales, y dinosaurios en la Formación Hell Creek. Su localización en la costa oeste del Mar Interior Occidental, que se hallaba en un estado constante de cambio, llevó a la preservación de criaturas terrestres y marinas. Los vertebrados se veían representados por dinosaurios, pterosaurios, cocodrilos, coristoderos, lagartos, serpientes, tortugas, ranas, salamandras, peces y mamíferos; también había abundantes fósiles de invertebrados, bivalvos, amonites y artrópodos; y de plantas diversas El fósil del hadrosáurido más completo pertenece a Edmontosaurus, encontrado en 2000 de la Formación Hell Creek, su publicación fue elevada con un documental de National Geographic en diciembre de 2007. Otros fósiles notables son los dietes de tiburones y artrópodos atrapados en ámbar.

Dinosaurios no avianos de Hell Creek

## Contenido fósil

### Dinosaurios

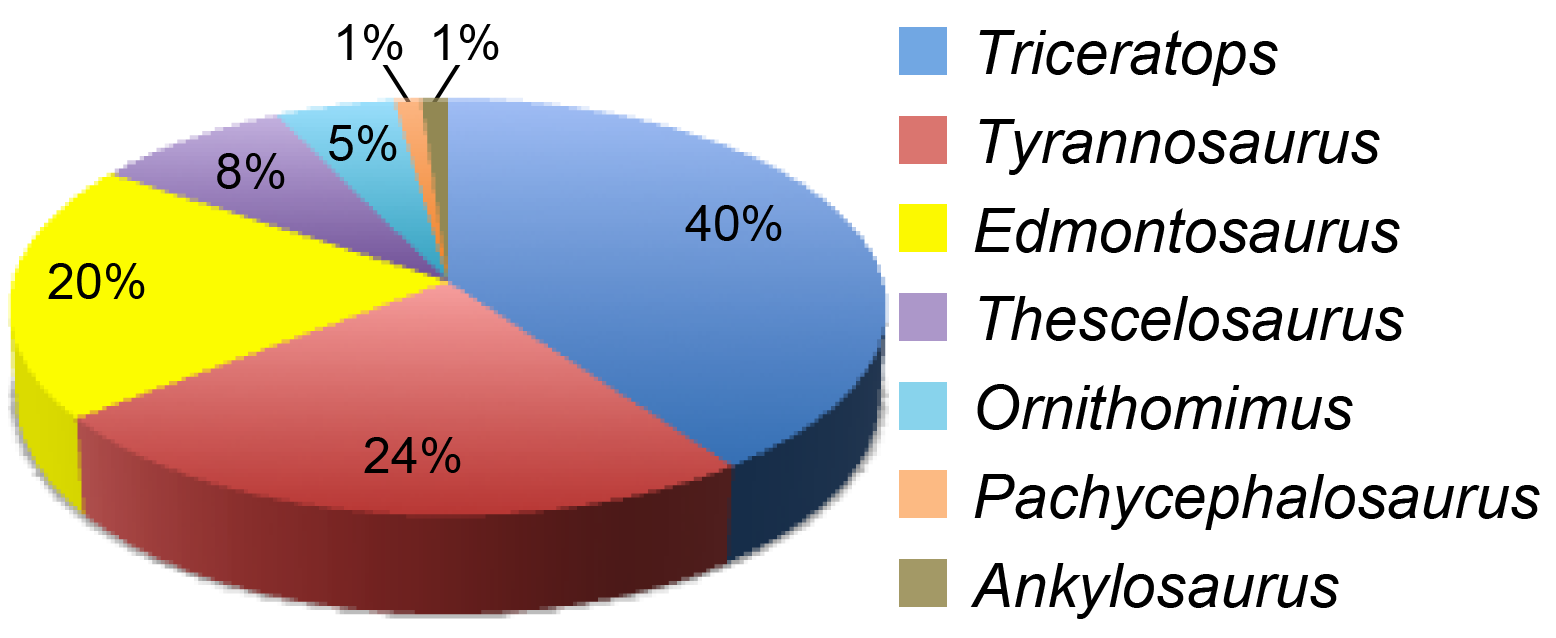
Proporciones estimadas de los dinosaurios grandes de la formación Hell Creek

Un estudio de paleo-población es uno de los análisis más difíciles de realizar en paleontología. A continuación las proporciones de las ocho familias más comunes en  Hell Creek, basado en el detallado artículo de campo de Horner, Goodwin y Myhrvold (2011):
- Ceratopsidae 40%
- Tyrannosauridae 24%
- Hadrosauridae 20%
- Hypsilophodontidae 8%
- Ornithomimidae 5%
- Ankylosauridae 1%
- Pachycephalosauridae 1%
- Troodontidae 1% (representado por dientes)
- Dromaeosauridae 1%

Las capas de Hell Creek se ven divididas en tres grupos: bajas, medias y altas. Las secciones superiores e inferiores fueron el centro del artículo de Horner et al., en ambas se veían presentesTriceratops, Edmontosaurus, y Tyrannosaurus. Triceratops era el animal más común en ambas secciones, sorprendentemente Tyrannosaurus era tan común como el hadrosáurido Edmontosaurus. Por ejemplo, en una sección de las capas superiores de Hell Creek el censo incluía veintidós Triceratops, cinco Tyrannosaurus, y cinco Edmontosaurus. Thescelosaurus, Ornithomimus, Pachycephalosaurus  y Ankylosaurus también formaron parte del artículo, aunque eran bastante menos frecuentes; mientras que Sphaerotholus, Denversaurus, Torosaurus, Struthiomimus, Acheroraptor, Dakotaraptor, Pectinodon, Richardoestesia, Paronychodon, Anzu, Leptorhynchos y un trodóntido (probablemente Pectinodon), no fueron incluidos pese a ser conocidos, la mayoría de ellos ya habían sido descritos.
Las colecciones de dinosaurios de Hell Creek recuperadas en la última década han aportado importante información y ayudado a crear un esquema más robustos de las relaciones y proporciones de dinosaurios en el área, incluyendo especímenes ontogénicos considerados poco comunes. Al contrario que en conteos previos, se sabe que Tyrannosaurus era más frecuente que Edmontosaurus, siendo el segundo género más abundante, detrás de Triceratops, y seguido por Edmontosaurus. Esto es sorprendentemente consistente en los dos mayores depósitos de retraso (MOR loc. HC-530 yHC-312) en las areniscas Apex y las arenas Jen-rex donde se contaron huesos individuales; y en dos tercios de la formación reflejadas en las capas L3 y U3 sobre la base de esqueletos de dinosaurios.
Triceratops era el animal más común, representando el 40% de dinosaurios (n = 72), Tyrannosaurus el segundo representando un 24% (n = 44), Edmontosaurus el tercero con un 20% (n = 36), seguido por Thescelosaurus co8% (n = 15), Ornithomimus con 5% (n = 9), y Pachycephalosaurus y Ankylosaurus ambos con un 1% (n = 2) eran relativamente  infrecuentes.
Las huellas fósiles de la Formación Hell Creek son muy raras. Actualmente solo se conocen dos que pudieron pertenecer a Tyrannosaurus rex , una de ellas representando un ejemplar adolescente. En la formación se encontró el cráneo de Triceratops más grande, apodado 'Dragon King',  en Glendive, Montana.

#### Eumaniraptores
Históricamente, se han atribuido varios dientes a taxones de dromeosáuridos y trodóntidos  cuyos únicos fósiles vienen de formaciones más antiguas, incluyendo Saurornithoides, Zapsalis, Dromaeosaurus, Saurornitholestes y Troodon. Sin embargo, en un artículo de 2013, Evans et al. concluyeron que eran poco más que pruebas de la existencia de sólo un dromeosáurido, Acheroraptor, en la biota Hell Creek-Lance, invalidando dichos taxones en esta formación. Esto se demostró erróneo en un artículo de 2015, DePalma et al.,  con la descripción del género Dakotaraptor, una especie de dromeosáurido grande. Dientes fósiles de varios trodóntidos y celurosaurios ocurren comúnmente en Hell Creek; los ejemplos mejor conocidos son Paronychodon, Pectinodon y Richardoestesia. También se han encontrado dientes que pudieron pertenecer a una especie intermedia entre Dromaeosaurus y Saurornitholestes en Hell Creek y la cercana Formación Lance.

### Flora

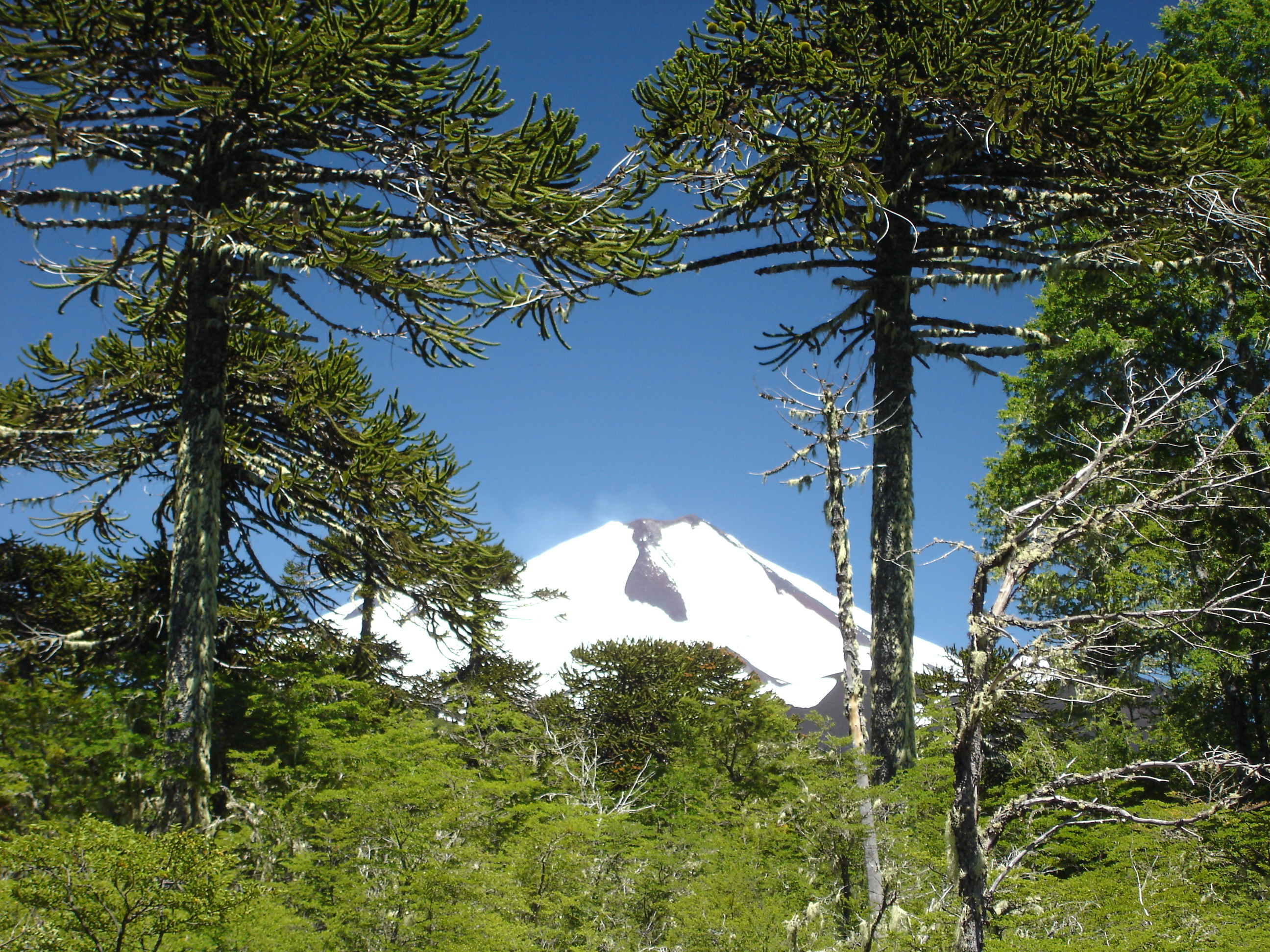
Plantas modernas parientes de las de Hell Creek.

La Formación Hell Creek poseía un suelo húmedo con bosques densos de laureles, platanáceas, fagáceas, magnolias, palmeras, ginkos, cícadas y coníferas; y con helechos y musgos en los suelos del bosque. Se conocen varios tipos de hojas, semillas, flores y otras estructuras de plantas angiospermas, representando un 90% de los fósiles. Se conocen algo más de 300 tablillas con fósiles de plantas. Las plantas florales incluyen géneros que ya no existen, actualmente el área está cubierto de bosque de frondosas mezclados con angiospermas, aparentemente parecido a su estado Maastrictiense pero con una comunidad vegetal considerablemente distinta.

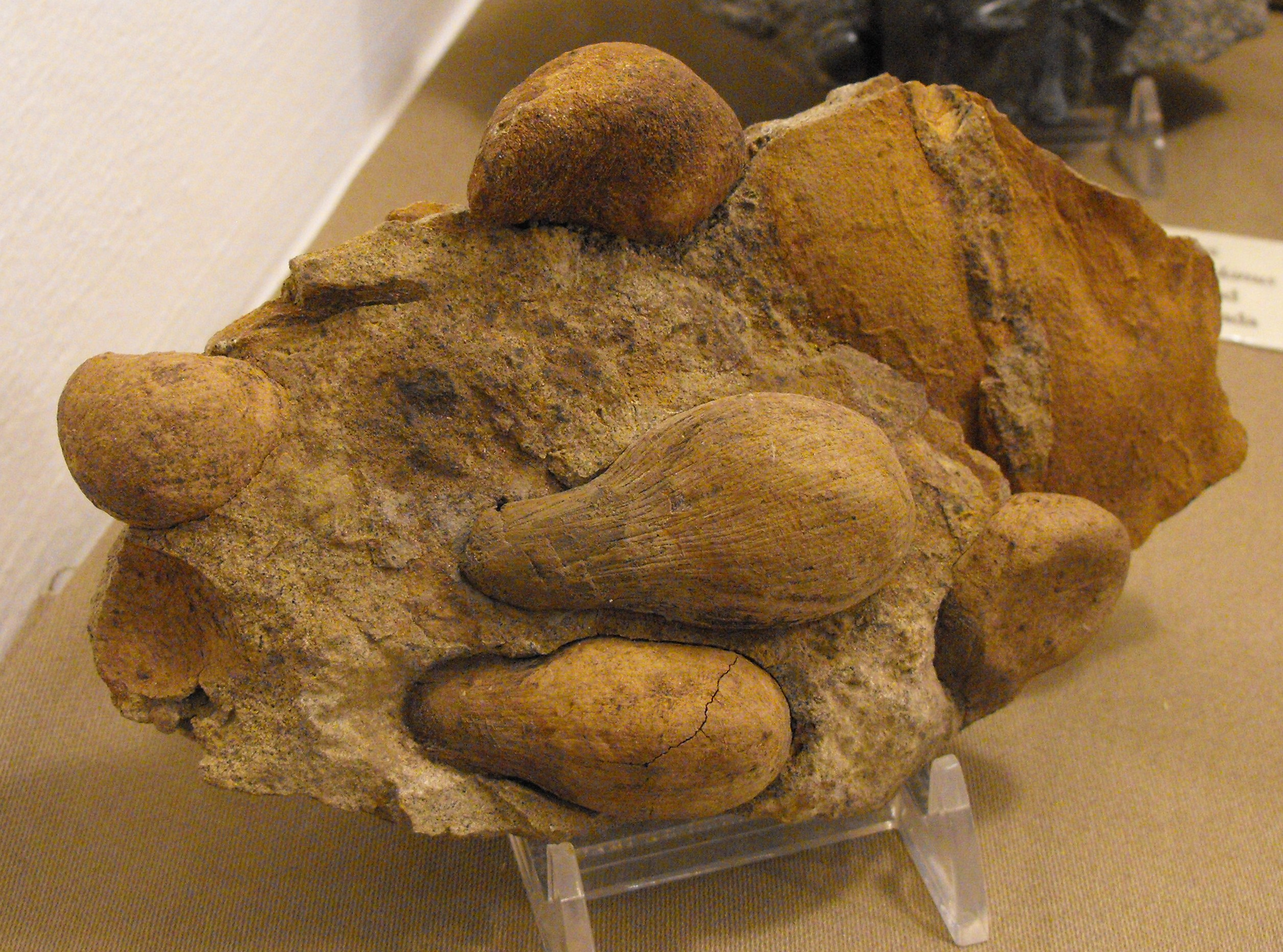
Frutas fósiles de Spinifructus antiquus de la familia de palmeras Arecaceae, pariente cercano de Astrocaryum.

El paleontólogo estadounidense Kirk Johnson mantiene que no había hierbas, robles, arces o sauces en Hell Creek. Los helechos eran poco comunes en la formación, pero 2 cm sobre el horizonte K-Pg la proporción de esporas fósiles es mucho mayor. Este incremento de esporas es referido como el "pico de helechos". Johnson descubrió que la mayoría de géneros de angiospermas de Hell Creek están extintos, también cree que alrededor de 80% de los taxones vegetales terrestres se extinguieron en montana Montana y las Dakotas con el impacto meteórico.
Varias de las plantas consideradas parientes a géneros modernos pueden no pertenecer realmente a estos grupos. Por lo que existen dudas si géneros como Populus o Juglans realmente vieron en el Cretácico.
En comparación a las localidades ricas en plantas de la Formación Hell Creek en las Dakotas, se conocen pocos especímenes de  Montana. Se conocen un par de taxones de Brownie Butte, Montana; pero la mayoría vienen de Dakota del Norte (Slope County) y Dakota del Sur. 
Observaciones de Johnson, 1997, en base a 190 morfotipos vegetales, incluyendo:
- 1 briofita
- 6 "pteridofites" (un grupo parafilético: ejemplos modernos incluyen colas de caballo, licópsidos y helechos.)
- 9 coníferas
- 2 ginkgos (poco comunes)
- 172 angiospermas (90% de los especímenes y taxones)

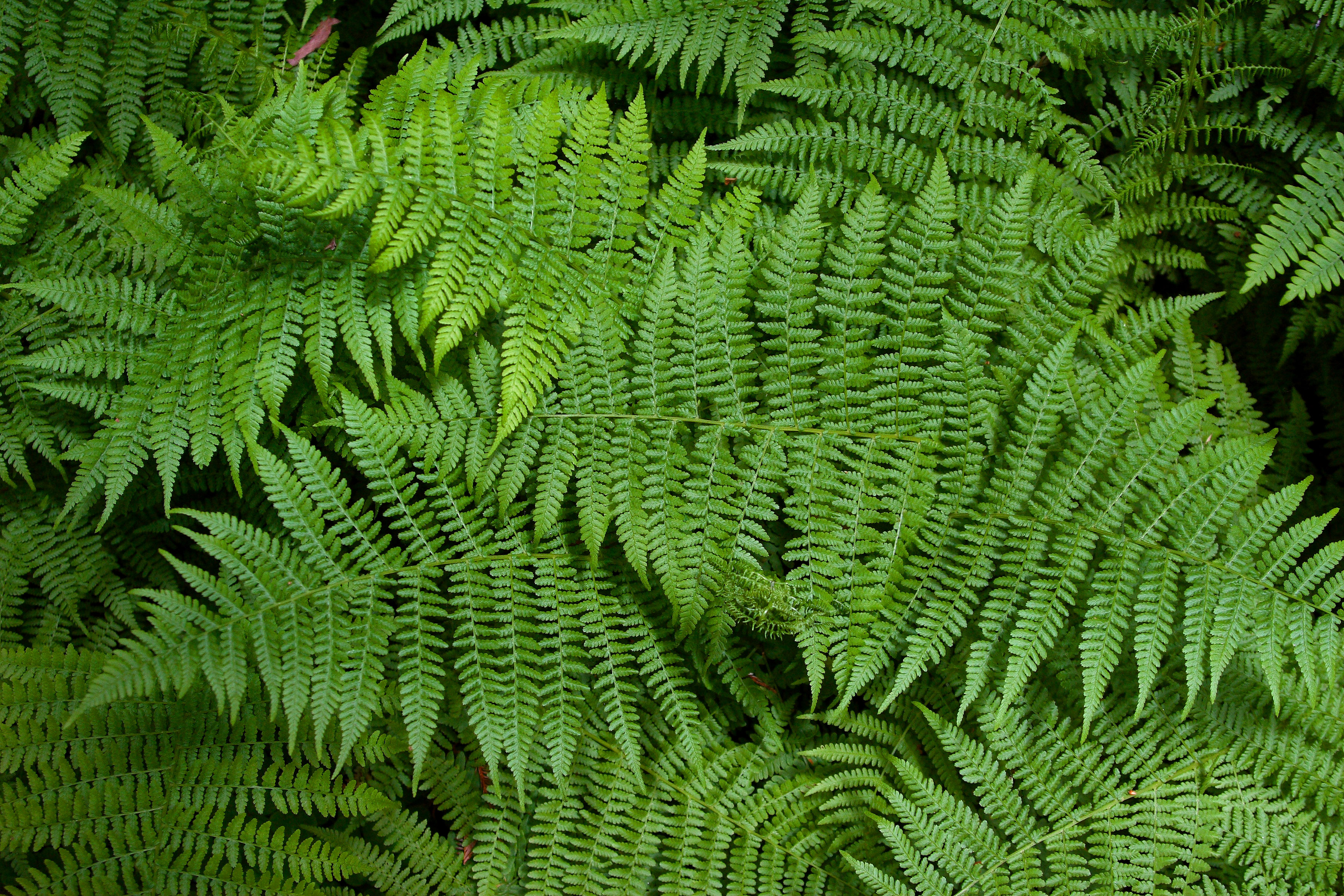
Helechos
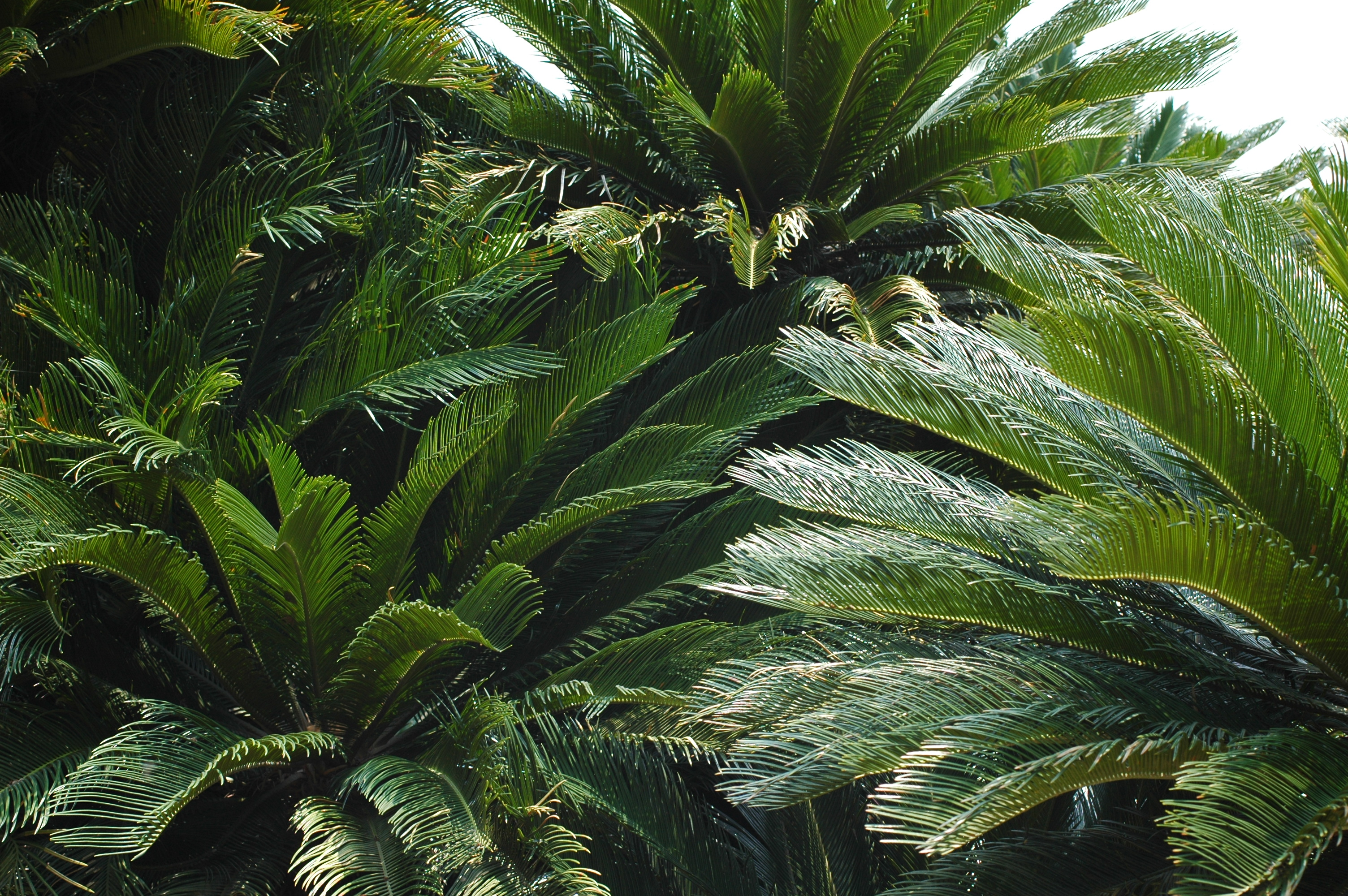
Cícadas
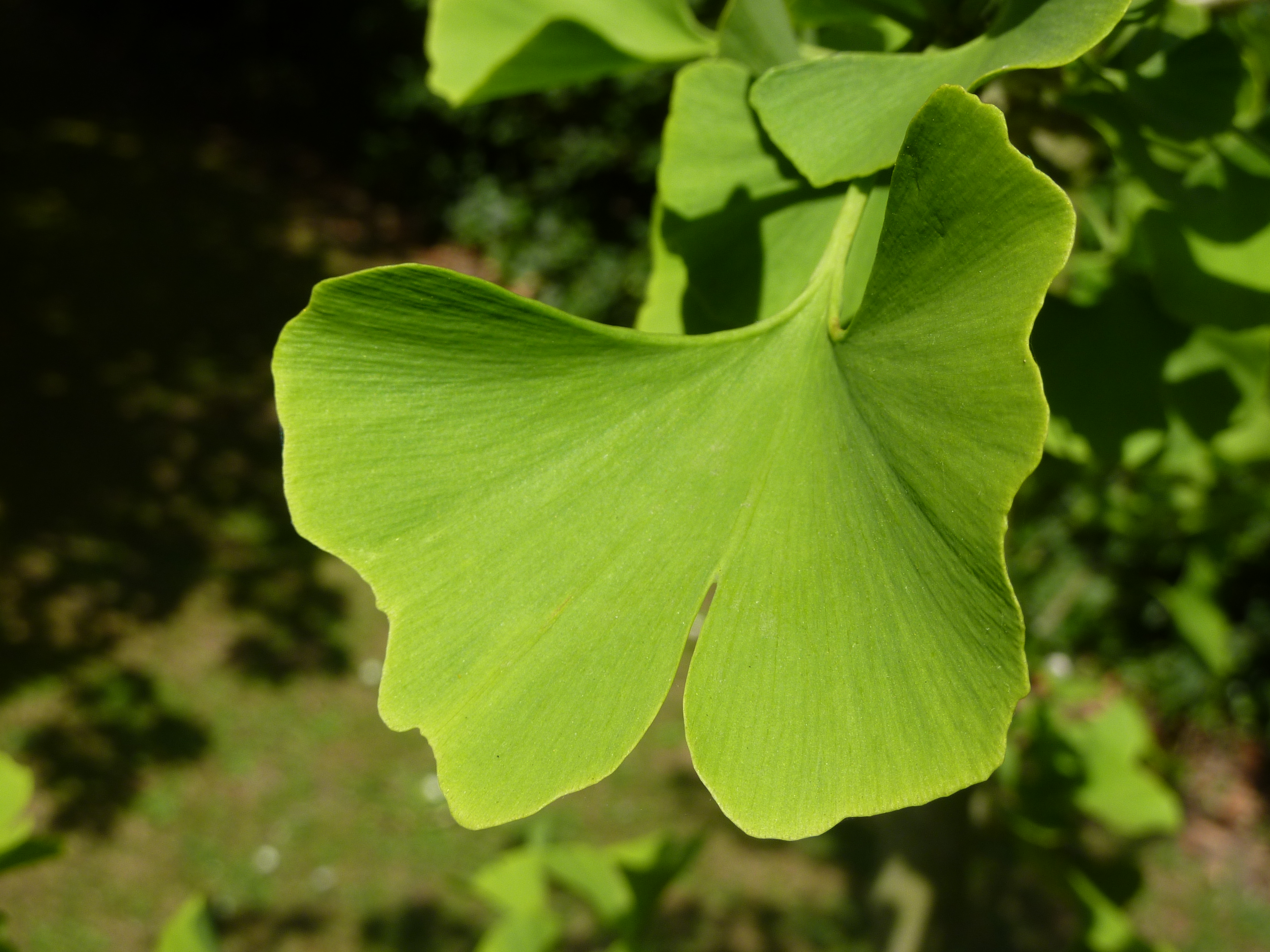
Ginkgo              (poco común)
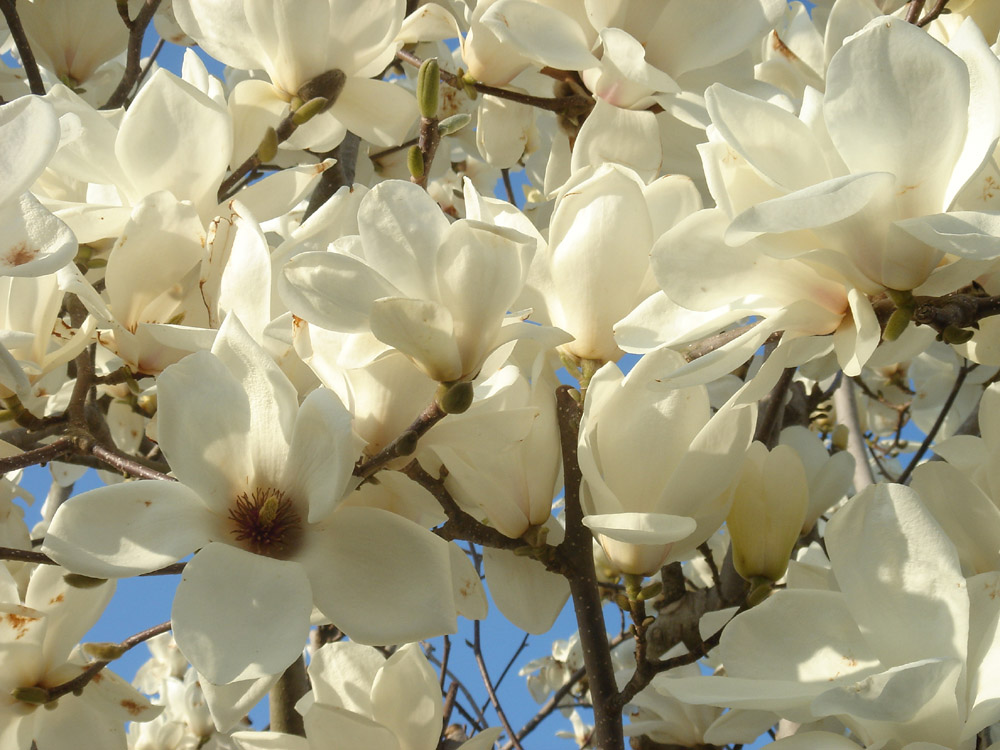
Angiospermas variadas

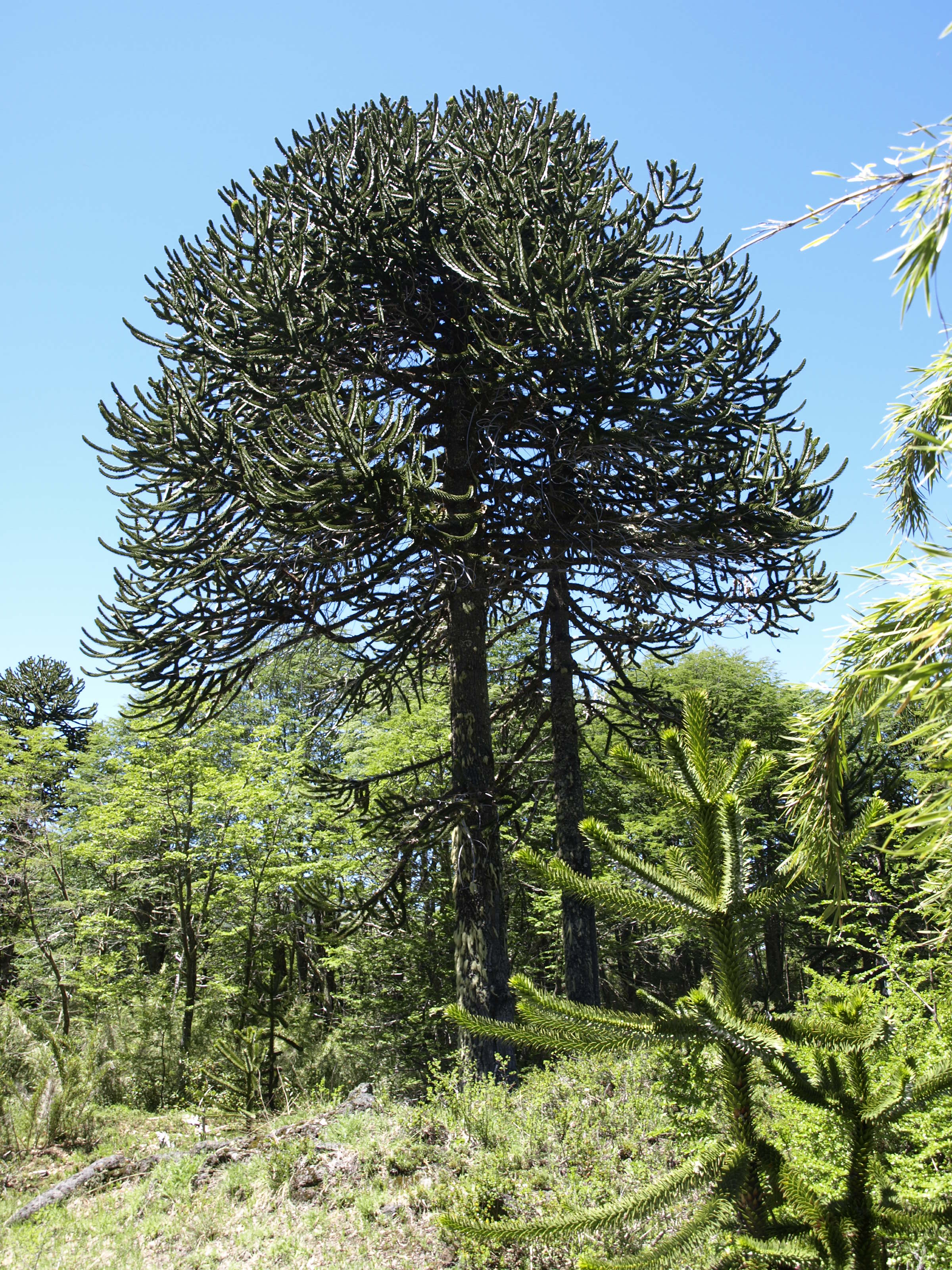
Hojas de pehuén
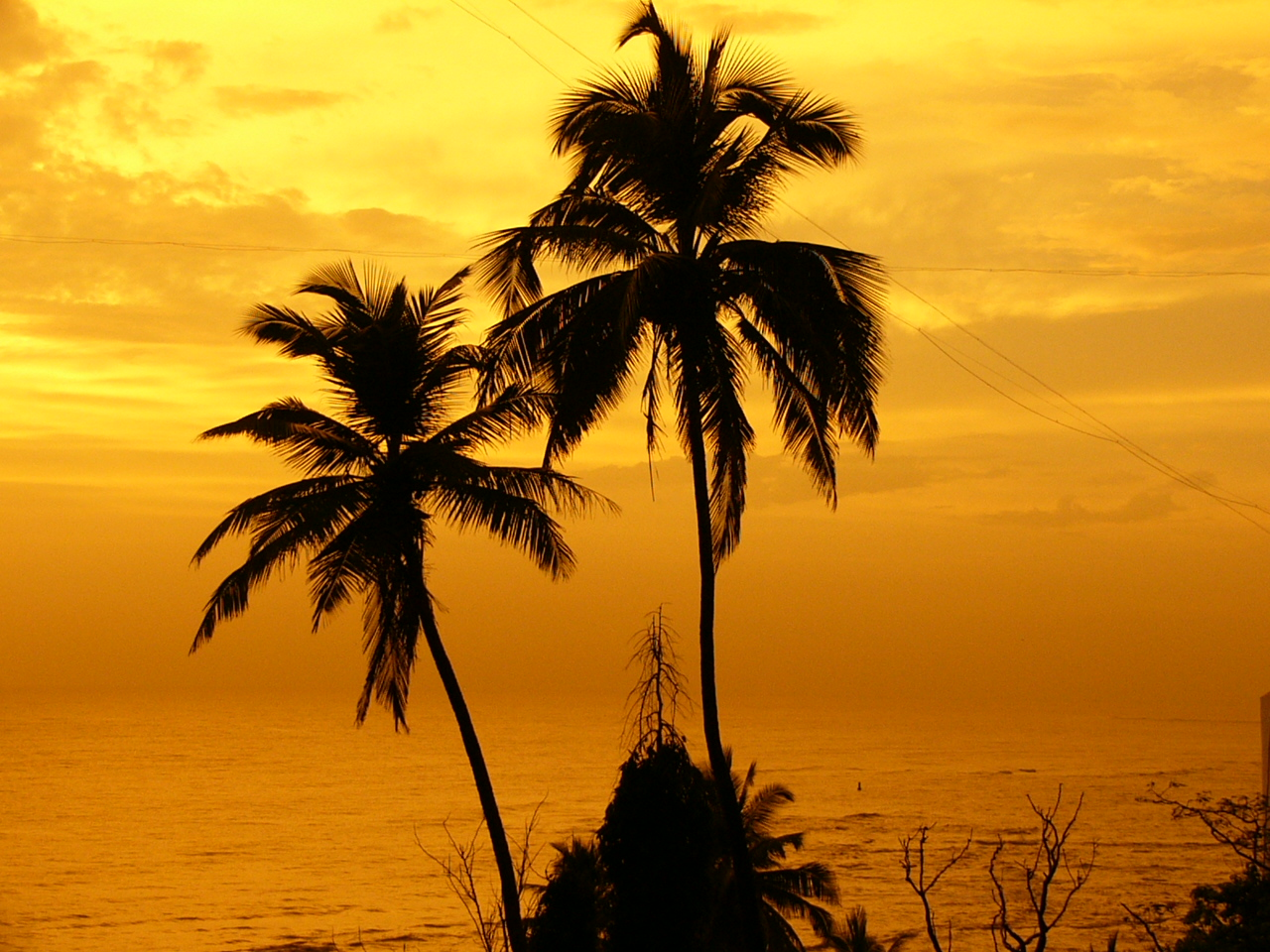
Palmeras
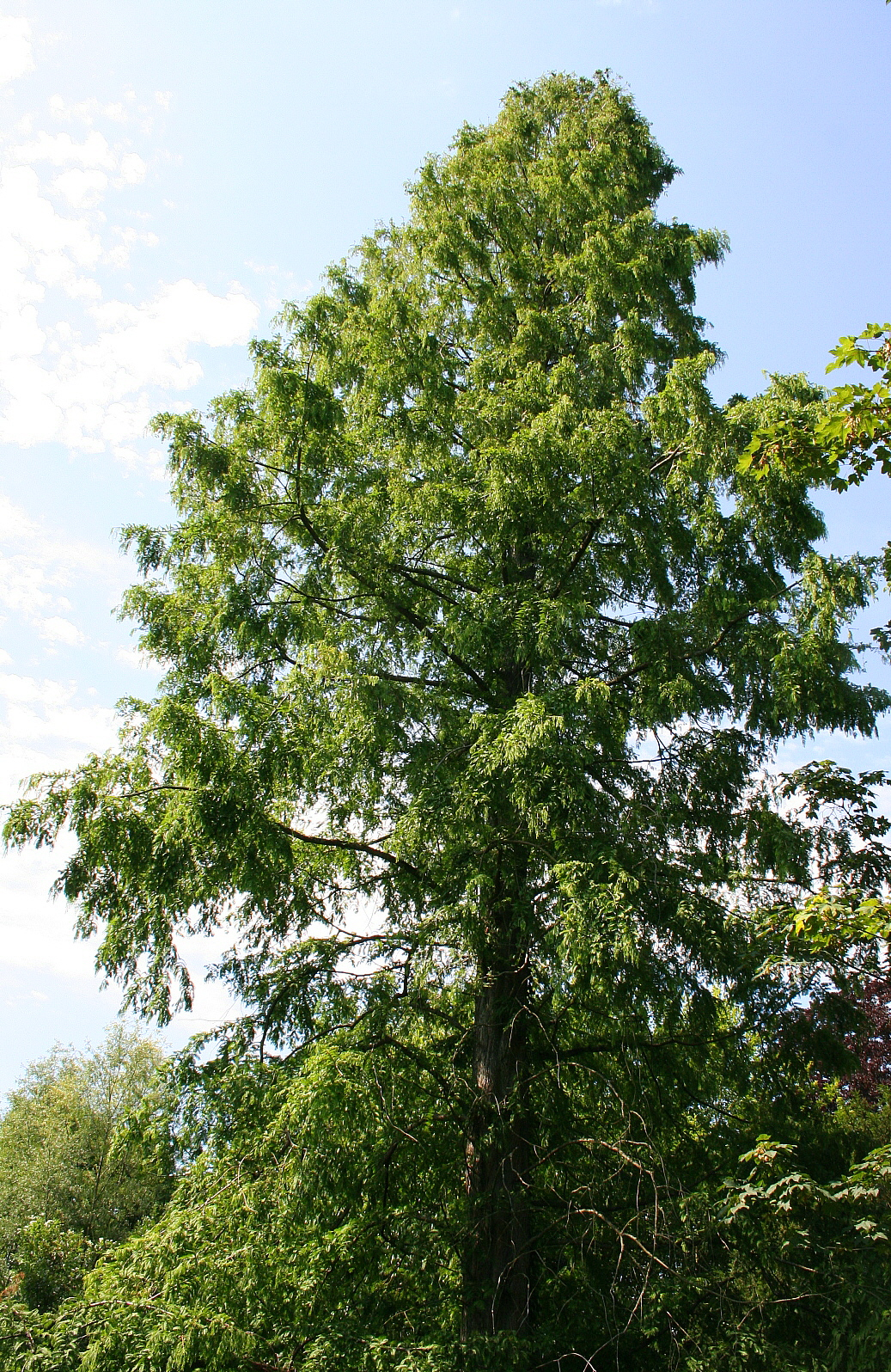
Cápsulas de semilla de secuoyas
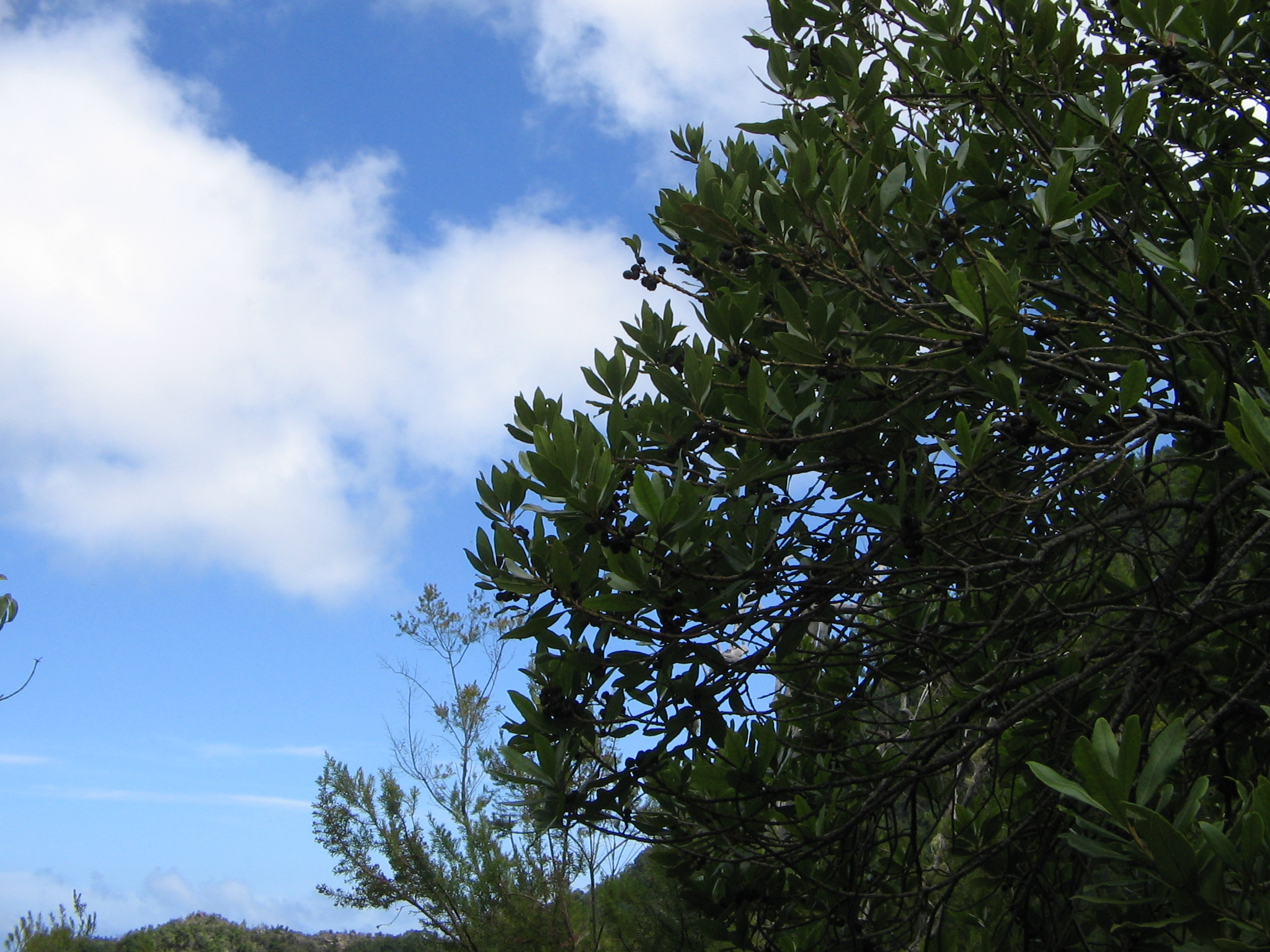
Laurel
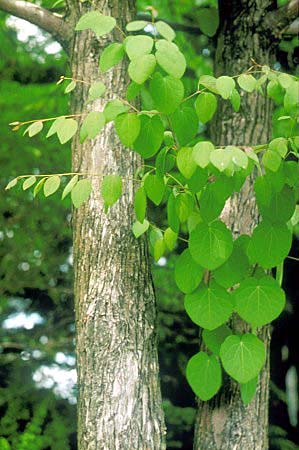
Cercidiphyllum
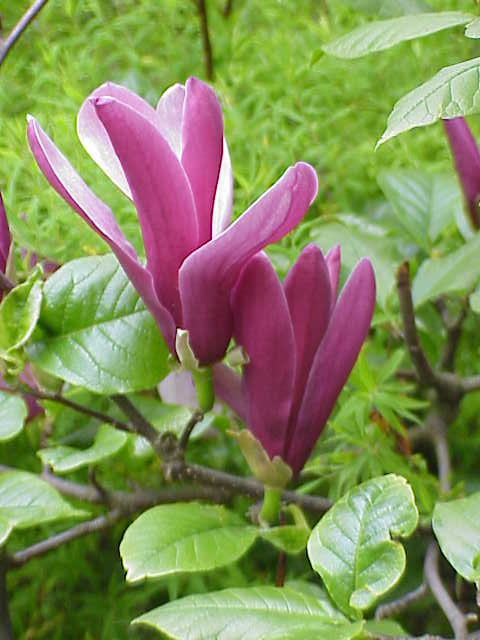
Magnolia             (común)

Plantas de la Formación Hell Creek
- Varios helechos y cícadas
- Equisetum (Equisetaceae)

Gimnospermas
- Platyspiroxylon (Cupressaceae)
- Podocarpoxylon (Podocarpaceae)
- Elatocladus (Taxodiaceae)
- Sequoiaxylon (Taxodiaceae)
- Taxodioxylon (Taxodiaceae)
- Araucaria (Araucariaceae)
- †Cheirolepidiaceae

Ginkgos
- Baiera
- Ginkgo adiantoides

Angiospermas
- Artocarpus (Moraceae)
- Parientes del bérbero(Berberidaceae)
- Cercidiphyllum (Cercidiphyllaceae)
- Dombeyopsis (Sterculiaceae)
- Parientes del laurel (Lauraceae)
- Magnolia (Magnoliaceae)
- Palmeras (Arecaceae)
- Platanus, sicomoro o palmera (Platanaceae)